# 诺曼·罗斯
诺曼·德米尔·罗斯（英語：Norman DeMille Ross，1895年5月2日—1953年6月19日），美国男子游泳和水球运动员，他曾参加1920年夏季奥运会的游泳和水球比赛，并获得3枚男子自由泳金牌。